# Microsoft Internet Explorer Mobile
Internet Explorer Mobile (старое название: Pocket Internet Explorer; используется аббревиатура IE Mobile)  — мобильный веб-браузер, разработанный компанией Microsoft на движке Trident. Устанавливается по умолчанию в операционных системах Windows Phone и Windows CE.  
Текущая версия Internet Explorer Mobile базируется на настольной версии Internet Explorer. Предыдущая версия называлась Pocket Internet Explorer и поставлялась вместе с Windows Mobile, однако, не базировалась на настольной версии IE.
Internet Explorer Mobile 11, последняя поддерживаемая версия, основана на настольной версии Internet Explorer 11 и поставляется с Windows Phone 8.1. Новый браузер Microsoft Edge заменил Internet Explorer Mobile в Windows 10 Mobile.